# Jens Münster

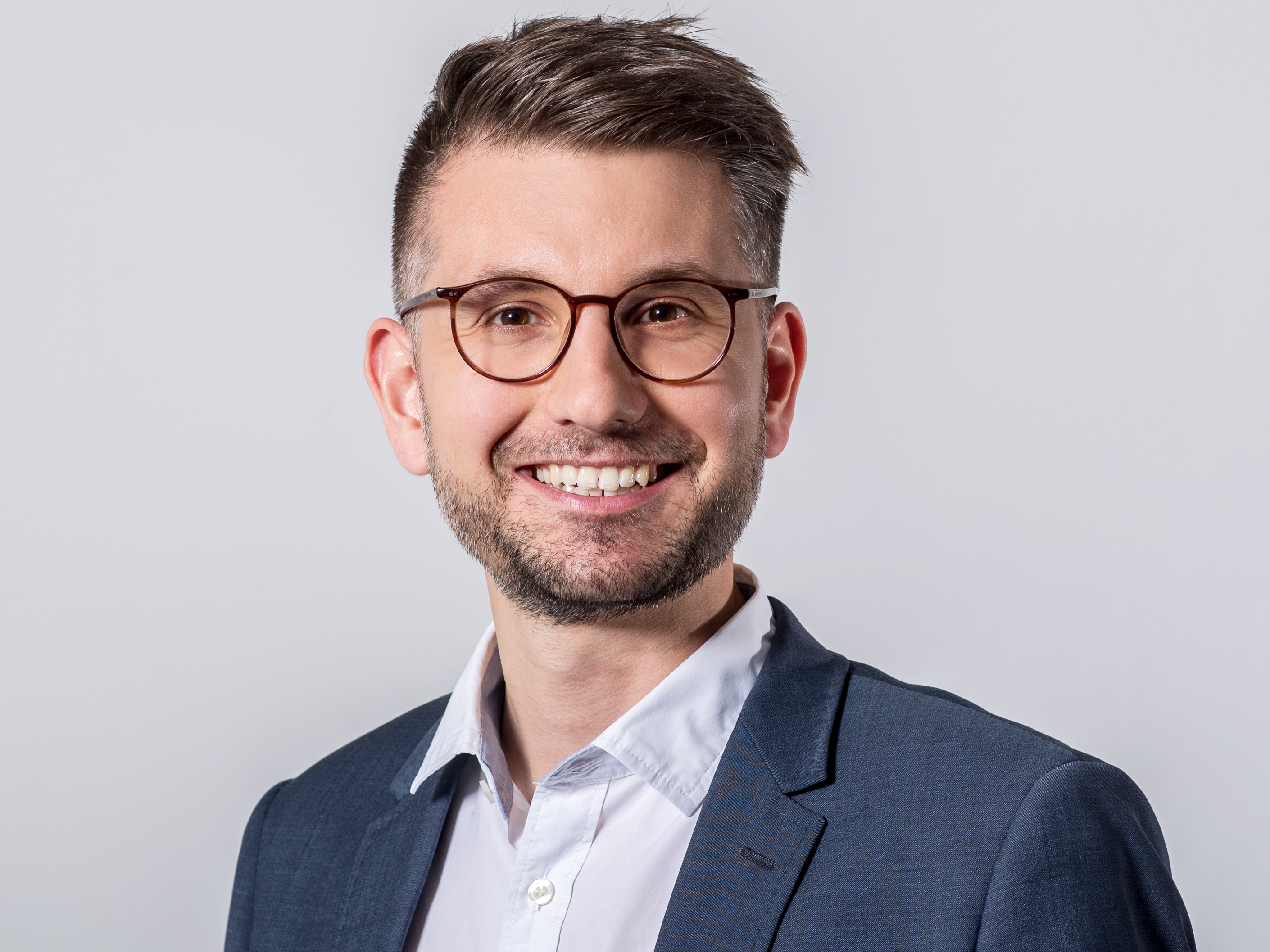
Jens Münster (2021)

Jens Münster (* 13. September 1990 in Zell (Mosel)) ist ein deutscher Politiker (CDU). Er ist seit November 2023 Abgeordneter im Landtag Rheinland-Pfalz.

## Leben und Beruf
Münster wuchs in Altlay und Zell (Mosel) auf. Er besuchte die Grundschule in Zell (Mosel). Am Gymnasium Traben-Trarbach absolvierte er das Abitur. Er studierte in Mainz und Washington, D.C. die Fächer Geschichte, Mathematik, Germanistik und Bildungswissenschaften und schloss das Studium mit drei Abschlüssen (Bachelor, Master und Staatsexamen) ab. Während seines Studiums war Münster Stipendiat der Studienstiftung des deutschen Volkes. Zudem war er als freier Mitarbeiter der Rhein-Zeitung sowie als studentischer Mitarbeiter in der Redaktion Politik und Zeitgeschehen des ZDF tätig. Im Jahr 2016 wurde Münster Doktorand im Arbeitsbereich Neueste Geschichte am Historischen Seminar der Johannes Gutenberg-Universität Mainz. Sein Promotionsstudium wurde durch die Studienstiftung des deutschen Volkes gefördert. Die Promotion ist bisher nicht abgeschlossen.
Nach dem Studium war er von 2016 bis 2018 Mitarbeiter an der Johannes Gutenberg-Universität Mainz sowie von 2018 bis 2023 wissenschaftlicher Mitarbeiter der CDU-Landtagsfraktion Rheinland-Pfalz für die Bereiche Schulen und Hochschulen.
Münster ist römisch-katholisch.

## Politik
Münster ist Mitglied der CDU. Seit 2014 ist er Mitglied des Kreistags Cochem-Zell. Seit 2019 ist er Mitglied des Verbandsgemeinderats Zell (Mosel). Von 2014 bis 2023 war er zunächst Mitglied im Landesvorstand und schließlich Landesvorsitzender der Jungen Union Rheinland-Pfalz. Münster ist seit 2022 Mitglied im Landesvorstand der CDU Rheinland-Pfalz. Seit Oktober 2023 ist Münster zudem Kreisvorsitzender der CDU Cochem-Zell.
Bei der Landtagswahl in Rheinland-Pfalz 2021 kandidierte Münster als Ersatzbewerber von Anke Beilstein im Wahlkreis Cochem-Zell. Nachdem Beilstein ihr Mandat niedergelegt hatte, rückte er am 1. November 2023 für sie in den Landtag nach.
Im Landtag Rheinland-Pfalz ist Münster Mitglied im Ausschuss für Bildung, Mitglied im Ausschuss für Familie, Jugend, Integration und Verbraucherschutz sowie Mitglied im Ausschuss für Europa und Eine Welt. Zu seinen Arbeitsschwerpunkten gehören die Bildungs- sowie die Jugendpolitik.